# Grekisk-ortodoxa kyrkan, Uppsala
Uppsala grekisk-ortodoxa församling, även kallad Theotokos avsomnande, är en grekisk-ortodox kyrkobyggnad belägen i kapellet på Gamla kyrkogården i Uppsala.
Kyrkan är tillhör Den sanna grekisk-ortodoxa kyrkan och följer den gamla stilens kalender.

## Historik
År 1997 grundades denna kyrka i ett kapell, och höll till där till år 2001. Det året flyttade verksamheten in i det gamla gravkapellet, byggt 1883-1884 av Carl Axel Ekholm, på kyrkogården som tillhör Uppsala domkyrkoförsamling.

## Namnets innebörd
Namnet Theotokos avsomnande kommer ifrån högtiden Guds Moders Avsomnande - en av de tolv stora högtiderna inom de östortodoxa, orientalisk ortodoxa och östkatolska kyrkorna, vilken högtidlighåller avsomnandet eller insomnandet av Theotokos (Guds moder, Gudaföderskan), alltså Jungfru Marias död.